# CEV Champions League 2017–2018 (damer)
CEV Champions League 2017-2018 var den 58 upplagan av volleybollturneringen CEV Champions League. Tävlingen utspelade sig mellan 17 oktober 2017 och 6 maj 2018. I turneringen deltog 26 lag från CEVs medlemsförbund. Vakıfbank SK vann tävlingen för andra gången i rad (och fjärde gången totalt). I finalen besegrade de CSM Volei Alba Blaj.

## Regler

### Kvalificering
Ett lag från varje nationellt förbund som begärde det kunde delta i CEV Champions League 2017-18. Baserat på CEV Ranking, baserat på resultaten från de tre senaste upplagorna av europeiska tävlingar, kunde vissa förbund dra nytta av fler lag som deltog i tävlingen. De förbund som fick delta med flera lag var:
- 3 lag:  Polen,  Ryssland och  Turkiet
- 2 lag:  Frankrike och  Italien

I slutändan deltog tjugosex lag för totalt arton representerade förbund.

### Turneringen
När lagen gick in i turneringen bestämdes utifrån CEV-rankingen. Turneringen bestod av ett kvalspel, följd av gruppspel och slutligen slutspel i cupform. Förutom seminfinalerna, matchen om tredjepris och finalen möttes lagen både hemma och borta på samtliga nivåer. Matchpoäng fördelas enligt: 3 poäng för vinst med 3–0 eller 3–1 i set, 2 poäng för vinst 3–2, 1 poäng för förlust 2–3 och 0 poäng för förlust 1-3 eller 0-3 i set. Lika möten avgjordens med golden set.
Kvalspelet bestod av två omgångar (på pappret tre, varför den första kvalomgången kallades den andra o.s.v.). De sex vinnarna från omgång två gick in i den tredje omgången. Den tredje omgången spelades med hemma- och bortamatcher: de fyra vinnarna gick in i gruppspelet. Lag som besegrades i kvalet gick in i CEV Cup 2017–2018.
Gruppspelet spelades med att alla mötte alla. De första lagen i varje grupp och de två bästa tvåorna (eller om denna var arrangör för finalspelet, den tredje bästa tvåan) gick in i nästa fas. I denna gjorde sex lag upp om tre semifinalsplatser (den fjärde tilldelades arrangörer av finalspelet, CSM Volei Alba Blaj). Placering i gruppen bestämdes av:
- Antalet matchpoäng
- Antal vunna matcher
- Setkvot (antalet vunna set delat med antalet förlorade set);
- Bollpoängskvot (antalet vunna bollar delat med antalet förlorade bollar);

Slutspelet bestod av semifinaler, final om tredje plats och final .

## Deltagande lag
| - Asterix Avo Beveren - VK Minsk - ŽOK Jedinstvo Brčko - VK Maritsa - LP Viesti Salo - ASPTT Mulhouse - Entente Sportive Le Cannet-Rocheville | - Hapoel Kfar Saba - AGIL Volley - Imoco Volley - Sliedrecht Sport - Budowlani Łódź - Chemik Police - KS Developres Rzeszów | - VK Prostějov - CSM Volei Alba Blaj - Dinamo-Ak Bars - ZHVK Dinamo Moskva - ZHVK Jenisej - ŽOK Vizura - OK Branik | - Voléro Zürich - Fenerbahçe SK - Galatasaray SK - Vakıfbank SK - Békéscsabai RSE |

## Turneringen

### Andra kvalomgången

#### Match 1
| 17 oktober 2017 Green Hall, Kfar Saba Tidslängd: 2h:00 - Åskådare: 800                   | Hapoel Kfar Saba    | 1 - 3 | KS Developres Rzeszów                 | 20-25, 28-30, 32-30, 13-25        |
| 17 oktober 2017 Városi Sportcsarnok, Békéscsaba Tidslängd: 0h:59 - Åskådare: 1 250       | Békéscsabai RSE     | 0 - 3 | Imoco Volley                          | 4-25, 10-25, 17-25                |
| 21 oktober 2017 Palazzetto dello Sport Uruchje, Minsk Tidslängd: 2h:10 - Åskådare: 1 250 | VK Minsk            | 3 - 2 | Entente Sportive Le Cannet-Rocheville | 25-21, 25-12, 21-25, 22-25, 18-16 |
| 17 oktober 2017 Sporthal de Stoep, Sliedrecht Tidslängd: 2h:13 - Åskådare: 875           | Sliedrecht Sport    | 3 - 2 | Asterix Avo Beveren                   | 25-19, 25-23, 24-26, 23-25, 15-13 |
| 19 oktober 2017 Kolodruma, Plovdiv Tidslängd: 1h:50 - Åskådare: 1 500                    | VK Maritsa          | 3 - 1 | LP Viesti Salo                        | 25-18, 25-20, 23-25, 25-21        |
| 17 oktober 2017 Sportska Dvorana Magnet, Brčko Tidslängd: 1h:16 - Åskådare: 800          | ŽOK Jedinstvo Brčko | 0 - 3 | OK Branik                             | 17-25, 13-25, 22-25               |

#### Match 2
| 21 oktober 2017 Hala Podpromie, Rzeszów Tidslängd: 1h:14 - Åskådare: 850              | KS Developres Rzeszów                 | 3 - 0 | Hapoel Kfar Saba    | 25-21, 25-19, 25-15                          |
| 21 oktober 2017 PalaVerde, Villorba Tidslängd: 1h:06 - Åskådare: 3 030                | Imoco Volley                          | 3 - 0 | Békéscsabai RSE     | 25-11, 25-10, 25-15                          |
| 17 oktober 2017 Palais des Victoires, Cannes Tidslängd: 2h:28 - Åskådare: 2 250       | Entente Sportive Le Cannet-Rocheville | 2 - 3 | VK Minsk            | 22-25, 27-25, 25-22, 26-28, 13-15            |
| 21 oktober 2017 Edugo Topsporthal, Gand Tidslängd: 1h:49 - Åskådare: 954              | Asterix Avo Beveren                   | 1 - 3 | Sliedrecht Sport    | 25-13, 24-26, 21-25, 17-15                   |
| 25 oktober 2017 Salohalli, Salo Tidslängd: 2h:08 - Åskådare: 849                      | LP Viesti Salo                        | 3 - 1 | VK Maritsa          | 14-25, 25-22, 26-24, 25-19 Golden set: 12-15 |
| 21 oktober 2017 Športna Dvorana Ljudski Vrt, Maribor Tidslängd: 1h:11 - Åskådare: 300 | OK Branik                             | 3 - 0 | ŽOK Jedinstvo Brčko | 25-17, 25-21, 25-16                          |

#### Kvalificerade lag
- VK Minsk
- VK Maritsa
- Imoco Volley
- Sliedrecht Sport
- KS Developres Rzeszów
- OK Branik

### Tredje kvalomgången

#### Match 1
| 7 november 2017 Palazzetto dello Sport Uruchje, Minsk Tidslängd: 1h:22 - Åskådare: 1 500 | VK Minsk         | 0 - 3 | Vakıfbank SK          | 17-25, 20-25, 27-29               |
| 7 november 2017 Kolodruma, Plovdiv Tidslängd: 2h:11 - Åskådare: 1 500                    | VK Maritsa       | 2 - 3 | ZHVK Jenisej          | 25-21, 25-18, 22-25, 20-25, 14-16 |
| 7 november 2017 Športna Dvorana Ljudski Vrt, Maribor Tidslängd: 2h:02 - Åskådare: 300    | OK Branik        | 1 - 3 | KS Developres Rzeszów | 22-25, 25-23, 23-25, 22-25        |
| 7 november 2017 Sporthal de Stoep, Sliedrecht Tidslängd: 1h:16 - Åskådare: 1 075         | Sliedrecht Sport | 0 - 3 | Imoco Volley          | 15-25, 23-25, 21-25               |

#### Match 2
| 11 november 2017 VakıfBank Spor Sarayı, Istanbul Tidslängd: 1h:15 - Åskådare: 1 100 | Vakıfbank SK          | 3 - 0 | VK Minsk         | 25-21, 25-16, 25-16                                 |
| 11 november 2017 Arena Sever, Krasnojarsk Tidslängd: 2h:20 - Åskådare: 2 500        | ZHVK Jenisej          | 2 - 3 | VK Maritsa       | 25-20, 25-19, 22-25, 25-27, 12-15 Golden set: 11-15 |
| 11 november 2017 Hala Podpromie, Rzeszów Tidslängd: 1h:47 - Åskådare: 950           | KS Developres Rzeszów | 3 - 1 | OK Branik        | 25-15, 25-20, 20-25, 27-25                          |
| 11 november 2017 PalaVerde, Villorba Tidslängd: 0h:57 - Åskådare: 3 000             | Imoco Volley          | 3 - 0 | Sliedrecht Sport | 25-10, 25-12, 25-7                                  |

#### Kvalificerade lag
- VK Maritsa
- Imoco Volley
- KS Developres Rzeszów
- Vakıfbank SK

### Gruppspel
Gruppspelet lottades 17 november 2017 i Moskva.
| Grupp A               | Grupp B       | Grupp C        | Grupp D            |
| --------------------- | ------------- | -------------- | ------------------ |
| CSM Volei Alba Blaj   | Imoco Volley  | ŽOK Vizura     | Galatasaray SK     |
| ASPTT Mulhouse        | Fenerbahçe SK | Dinamo-Ak Bars | Vakıfbank SK       |
| KS Developres Rzeszów | AGIL Volley   | Chemik Police  | Budowlani Łódź     |
| Voléro Zürich         | VK Prostějov  | VK Maritsa     | ZHVK Dinamo Moskva |

#### Grupp A

##### Resultat
| 13 december 2017 Sala Transilvania, Sibiu Tidslängd: 1h:55 - Åskådare: 1 750    | CSM Volei Alba Blaj   | 3 - 1 | Voléro Zürich         | 26-24, 25-22, 24-26, 25-21        |
| 13 december 2017 Hala Podpromie, Rzeszów Tidslängd: 1h:48 - Åskådare: 830       | KS Developres Rzeszów | 3 - 1 | ASPTT Mulhouse        | 25-18, 20-25, 25-14, 25-17        |
| 11 januari 2018 Saalsporthalle, Zürich Tidslängd: 2h:06 - Åskådare: 850         | Voléro Zürich         | 2 - 3 | ASPTT Mulhouse        | 19-25, 19-25, 25-23, 25-23, 10-15 |
| 11 januari 2018 Hala Podpromie, Rzeszów Tidslängd: 1h:20 - Åskådare: 725        | KS Developres Rzeszów | 0 - 3 | CSM Volei Alba Blaj   | 19-25, 25-27, 17-25               |
| 24 januari 2018 Palais des Sports, Mulhouse Tidslängd: 2h:00 - Åskådare: 1 900  | ASPTT Mulhouse        | 1 - 3 | CSM Volei Alba Blaj   | 20-25, 25-20, 16-25, 20-25        |
| 25 januari 2018 Saalsporthalle, Zürich Tidslängd: 1h:14 - Åskådare: 870         | Voléro Zürich         | 3 - 0 | KS Developres Rzeszów | 26-24, 25-19, 25-13               |
| 7 februari 2018 Sala Transilvania, Sibiu Tidslängd: 2h:17 - Åskådare: 1 900     | CSM Volei Alba Blaj   | 3 - 2 | ASPTT Mulhouse        | 15-25, 25-21, 20-25, 28-26, 15-13 |
| 7 februari 2018 Hala Podpromie, Rzeszów Tidslängd: 1h:45 - Åskådare: 820        | KS Developres Rzeszów | 1 - 3 | Voléro Zürich         | 16-25, 25-18, 22-25, 22-25        |
| 21 februari 2018 Palais des Sports, Mulhouse Tidslängd: 2h:07 - Åskådare: 1 700 | ASPTT Mulhouse        | 1 - 3 | Voléro Zürich         | 24-26, 25-20, 22-25, 19-25        |
| 22 februari 2018 Sala Transilvania, Sibiu Tidslängd: 1h:37 - Åskådare: 1 700    | CSM Volei Alba Blaj   | 3 - 1 | KS Developres Rzeszów | 25-15, 25-16, 20-25, 25-12        |
| 27 februari 2018 Saalsporthalle, Zürich Tidslängd: 1h:20 - Åskådare: 1 260      | Voléro Zürich         | 3 - 0 | CSM Volei Alba Blaj   | 25-22, 25-15, 25-9                |
| 27 februari 2018 Palais des Sports, Mulhouse Tidslängd: 1h:56 - Åskådare: 1 500 | ASPTT Mulhouse        | 1 - 3 | KS Developres Rzeszów | 23-25, 14-25, 25-23, 17-25        |

##### Tabell
| Pos. | Lag                   | Poäng | M | V | F | SV | SF | Kvot  | PV  | PF  | Kvot  |
| ---- | --------------------- | ----- | - | - | - | -- | -- | ----- | --- | --- | ----- |
| 1.   | CSM Volei Alba Blaj   | 14    | 6 | 5 | 1 | 15 | 8  | 1,875 | 516 | 488 | 1,057 |
| 2.   | Voléro Zürich         | 13    | 6 | 4 | 2 | 15 | 8  | 1,875 | 531 | 488 | 1,088 |
| 3.   | KS Developres Rzeszów | 6     | 6 | 2 | 4 | 8  | 14 | 0,571 | 463 | 494 | 0,937 |
| 4.   | ASPTT Mulhouse        | 3     | 6 | 1 | 5 | 9  | 17 | 0,529 | 545 | 585 | 0,931 |

#### Grupp B

##### Resultat
| 12 december 2017 Sport Centrum, Prostějov Tidslängd: 1h:43 - Åskådare: 1 300          | VK Prostějov  | 1 - 3 | Fenerbahçe SK | 25-20, 14-25, 19-25, 21-25        |
| 13 december 2017 PalaVerde, Villorba Tidslängd: 1h:36 - Åskådare: 3 430               | Imoco Volley  | 3 - 1 | AGIL Volley   | 25-23, 25-18, 20-25, 25-14        |
| 11 januari 2018 Burhan Felek Spor Salonu, Istanbul Tidslängd: 2h:04 - Åskådare: 700   | Fenerbahçe SK | 2 - 3 | AGIL Volley   | 26-24, 25-19, 22-25, 19-25, 6-15  |
| 10 januari 2018 PalaVerde, Villorba Tidslängd: 1h:44 - Åskådare: 2 930                | Imoco Volley  | 3 - 1 | VK Prostějov  | 25-14, 21-25, 25-16, 25-17        |
| 25 januari 2018 PalaTerdoppio, Novara Tidslängd: 1h:37 - Åskådare: 1 900              | AGIL Volley   | 3 - 1 | VK Prostějov  | 25-12, 25-13, 22-25, 25-14        |
| 25 januari 2018 Burhan Felek Spor Salonu, Istanbul Tidslängd: 2h:06 - Åskådare: 1 050 | Fenerbahçe SK | 2 - 3 | Imoco Volley  | 25-21, 27-25, 15-25, 17-25, 10-15 |
| 7 februari 2018 Sport Centrum, Prostějov Tidslängd: 1h:15 - Åskådare: 820             | VK Prostějov  | 0 - 3 | AGIL Volley   | 24-26, 13-25, 15-25               |
| 7 februari 2018 PalaVerde, Villorba Tidslängd: 2h:17 - Åskådare: 3 530                | Imoco Volley  | 3 - 2 | Fenerbahçe SK | 20-25, 18-25, 25-18, 25-22, 15-11 |
| 22 februari 2018 PalaTerdoppio, Novara Tidslängd: 1h:19 - Åskådare: 3 000             | AGIL Volley   | 3 - 0 | Fenerbahçe SK | 25-23, 25-18, 25-13               |
| 21 februari 2018 Sport Centrum, Prostějov Tidslängd: 1h:12 - Åskådare: 800            | VK Prostějov  | 0 - 3 | Imoco Volley  | 21-25, 21-25, 15-25               |
| 27 februari 2018 Burhan Felek Spor Salonu, Istanbul Tidslängd: 1h:42 - Åskådare: 300  | Fenerbahçe SK | 3 - 1 | VK Prostějov  | 25-23, 23-25, 25-13, 25-10        |
| 27 februari 2018 PalaTerdoppio, Novara Tidslängd: 1h:50 - Åskådare: 2 280             | AGIL Volley   | 3 - 1 | Imoco Volley  | 25-16, 29-27, 23-25, 25-16        |

##### Tabell
| Pos. | Lag           | Poäng | M | V | F | SV | SF | Kvot  | PV  | PF  | Kvot  |
| ---- | ------------- | ----- | - | - | - | -- | -- | ----- | --- | --- | ----- |
| 1.   | AGIL Volley   | 14    | 6 | 5 | 1 | 16 | 7  | 2,285 | 528 | 447 | 1,181 |
| 2.   | Imoco Volley  | 13    | 6 | 5 | 1 | 16 | 9  | 1,777 | 564 | 496 | 1,137 |
| 3.   | Fenerbahçe SK | 9     | 6 | 2 | 4 | 12 | 14 | 0,857 | 540 | 547 | 0,987 |
| 4.   | VK Prostějov  | 0     | 6 | 0 | 6 | 4  | 18 | 0,222 | 395 | 537 | 0,735 |

#### Grupp C

##### Resultat
| 12 december 2017 Šumice Sport Center, Belgrad Tidslängd: 1h:15 - Åskådare: 2 050           | ŽOK Vizura     | 0 - 3 | Chemik Police  | 17-25, 21-25, 14-25               |
| 13 december 2017 Kolodruma, Plovdiv Tidslängd: 1h:28 - Åskådare: 2 650                     | VK Maritsa     | 0 - 3 | Dinamo-Ak Bars | 19-25, 23-25, 23-25               |
| 10 januari 2018 Arena Szczecin, Szczecin Tidslängd: 1h:24 - Åskådare: 2 603                | Chemik Police  | 0 - 3 | Dinamo-Ak Bars | 17-25, 20-25, 19-25               |
| 11 januari 2018 Kolodruma, Plovdiv Tidslängd: 1h:52 - Åskådare: 3 800                      | VK Maritsa     | 1 - 3 | ŽOK Vizura     | 17-25, 25-22, 17-25, 13-25        |
| 25 januari 2018 Centr volejbola Sankt-Peterburg, Kazan Tidslängd: 1h:17 - Åskådare: 1 500  | Dinamo-Ak Bars | 3 - 0 | ŽOK Vizura     | 25-18, 25-23, 25-11               |
| 24 januari 2018 Arena Szczecin, Szczecin Tidslängd: 1h:23 - Åskådare: 2 939                | Chemik Police  | 3 - 0 | VK Maritsa     | 25-16, 26-24, 25-12               |
| 6 februari 2018 Šumice Sport Center, Belgrad Tidslängd: 1h:14 - Åskådare: 920              | ŽOK Vizura     | 0 - 3 | Dinamo-Ak Bars | 12-25, 16-25, 18-25               |
| 8 februari 2018 Kolodruma, Plovdiv Tidslängd: 2h:28 - Åskådare: 2 500                      | VK Maritsa     | 2 - 3 | Chemik Police  | 19-25, 25-18, 25-23, 20-25, 11-15 |
| 21 februari 2018 Centr volejbola Sankt-Peterburg, Kazan Tidslängd: 1h:47 - Åskådare: 1 600 | Dinamo-Ak Bars | 3 - 1 | Chemik Police  | 24-26, 25-16, 25-23, 25-14        |
| 20 februari 2018 Šumice Sport Center, Belgrad Tidslängd: 1h:23 - Åskådare: 1 050           | ŽOK Vizura     | 3 - 0 | VK Maritsa     | 25-23, 25-19, 25-14               |
| 27 februari 2018 Arena Szczecin, Szczecin Tidslängd: 2h:16 - Åskådare: 2 850               | Chemik Police  | 3 - 2 | ŽOK Vizura     | 22-25, 25-23, 19-25, 25-19, 19-17 |
| 27 februari 2018 Centr volejbola Sankt-Peterburg, Kazan Tidslängd: 1h:47 - Åskådare: 1 560 | Dinamo-Ak Bars | 3 - 1 | VK Maritsa     | 25-23, 21-25, 25-15, 25-6         |

##### Tabell
| Pos | Lag            | Poäng | M | V | F | SV | SF | Kvot  | PV  | PF  | Kvot  |
| --- | -------------- | ----- | - | - | - | -- | -- | ----- | --- | --- | ----- |
| 1.  | Dinamo-Ak Bars | 18    | 6 | 6 | 0 | 18 | 2  | 9,000 | 495 | 367 | 1,348 |
| 2.  | Chemik Police  | 10    | 6 | 4 | 2 | 13 | 10 | 1,300 | 502 | 487 | 1,030 |
| 3.  | ŽOK Vizura     | 7     | 6 | 2 | 4 | 8  | 13 | 0,615 | 431 | 463 | 0,930 |
| 4.  | VK Maritsa     | 1     | 6 | 0 | 6 | 4  | 18 | 0,222 | 414 | 525 | 0,788 |

#### Grupp D

##### Resultat
| 21 december 2017 Atlas Arena, Łódź Tidslängd: 1h:23 - Åskådare: 1 500                | Budowlani Łódź     | 0 - 3 | ZHVK Dinamo Moskva | 18-25, 20-25, 23-25              |
| 14 december 2017 VakıfBank Spor Sarayı, Istanbul Tidslängd: 1h:57 - Åskådare: 1 986  | Vakıfbank SK       | 3 - 1 | Galatasaray SK     | 25-22, 25-18, 23-25, 26-24       |
| 9 januari 2018 Dvorec Sporta Dinamo, Moskva Tidslängd: 1h:48 - Åskådare: 1 300       | ZHVK Dinamo Moskva | 1 - 3 | Galatasaray SK     | 21-25, 18-25, 25-23, 17-25       |
| 10 januari 2018 VakıfBank Spor Sarayı, Istanbul Tidslängd: 1h:44 - Åskådare: 1 503   | Vakıfbank SK       | 3 - 1 | Budowlani Łódź     | 25-16, 24-26, 25-15, 25-16       |
| 23 januari 2018 Burhan Felek Spor Salonu, Istanbul Tidslängd: 1h:17 - Åskådare: 857  | Galatasaray SK     | 3 - 0 | Budowlani Łódź     | 25-16, 25-21, 25-17              |
| 24 januari 2018 Dvorec Sporta Dinamo, Moskva Tidslängd: 1h:18 - Åskådare: 2 400      | ZHVK Dinamo Moskva | 0 - 3 | Vakıfbank SK       | 20-25, 22-25, 18-25              |
| 6 februari 2018 Atlas Arena, Łódź Tidslängd: 1h:34 - Åskådare: 815                   | Budowlani Łódź     | 1 - 3 | Galatasaray SK     | 9-25, 18-25, 25-13, 15-25        |
| 8 februari 2018 VakıfBank Spor Sarayı, Istanbul Tidslängd: 1h:52 - Åskådare: 2 000   | Vakıfbank SK       | 3 - 2 | ZHVK Dinamo Moskva | 22-25, 25-18, 25-11, 21-25, 15-9 |
| 20 februari 2018 Burhan Felek Spor Salonu, Istanbul Tidslängd: 1h:39 - Åskådare: 913 | Galatasaray SK     | 3 - 1 | ZHVK Dinamo Moskva | 19-25, 25-22, 25-15, 25-21       |
| 20 februari 2018 Atlas Arena, Łódź Tidslängd: 1h:17 - Åskådare: 1 200                | Budowlani Łódź     | 0 - 3 | Vakıfbank SK       | 13-25, 22-25, 16-25              |
| 27 februari 2018 Dvorec Sporta Dinamo, Moskva Tidslängd: 1h:09 - Åskådare: 400       | ZHVK Dinamo Moskva | 3 - 0 | Budowlani Łódź     | 25-12, 25-13, 25-20              |
| 27 februari 2018 Burhan Felek Spor Salonu, Istanbul Tidslängd: 1h:53 - Åskådare: 900 | Galatasaray SK     | 1 - 3 | Vakıfbank SK       | 21-25, 22-25, 25-22, 24-26       |

##### Tabell
| Pos | Lag                | Poäng | M | V | F | SV | SF | Kvot  | PV  | PF  | Kvot  |
| --- | ------------------ | ----- | - | - | - | -- | -- | ----- | --- | --- | ----- |
| 1.  | Vakıfbank SK       | 17    | 6 | 6 | 0 | 18 | 5  | 3,600 | 554 | 453 | 1,223 |
| 2.  | Galatasaray SK     | 12    | 6 | 4 | 2 | 14 | 9  | 1,555 | 536 | 482 | 1,112 |
| 3.  | ZHVK Dinamo Moskva | 7     | 6 | 2 | 4 | 10 | 12 | 0,833 | 462 | 481 | 0,960 |
| 4.  | Budowlani Łódź     | 0     | 6 | 0 | 6 | 2  | 18 | 0,111 | 351 | 487 | 0,720 |

### Spel om semifinalplatser

#### Match 1
| 22 mars 2018 Saalsporthalle, Zürich Tidslängd: 1h:18 - Åskådare: 2 360           | Voléro Zürich  | 0 - 3 | Vakıfbank SK   | 17-25, 22-25, 21-25              |
| 21 mars 2018 PalaVerde, Villorba Tidslängd: 1h:22 - Åskådare: 3 230              | Imoco Volley   | 3 - 0 | Dinamo-Ak Bars | 25-19, 25-18, 25-17              |
| 21 mars 2018 Burhan Felek Spor Salonu, Istanbul Tidslängd: 2h:03 - Åskådare: 990 | Galatasaray SK | 2 - 3 | AGIL Volley    | 21-25, 25-7, 25-16, 21-25, 10-15 |

#### Match 2
| 5 april 2018 VakıfBank Spor Sarayı, Istanbul Tidslängd: 1h:10 - Åskådare: 1 700        | Vakıfbank SK   | 3 - 0 | Voléro Zürich  | 25-12, 25-14, 25-17               |
| 4 april 2018 Centr volejbola Sankt-Peterburg, Kazan Tidslängd: 2h:03 - Åskådare: 1 900 | Dinamo-Ak Bars | 3 - 2 | Imoco Volley   | 25-15, 21-25, 20-25, 25-17, 15-13 |
| 5 april 2018 PalaTerdoppio, Novara Tidslängd: 1h:52 - Åskådare: 3 360                  | AGIL Volley    | 1 - 3 | Galatasaray SK | 26-24, 20-25, 17-25, 19-25        |

#### Kvalificerade lag
- Imoco Volley
- CSM Volei Alba Blaj[6]
- Galatasaray SK
- Vakıfbank SK

### Finalspel

#### Semifinaler
| 5 maj 2018 Sala Polivalentǎ, Bukarest Tidslängd: 2h:03 - Åskådare: 4 500 | CSM Volei Alba Blaj | 3 - 1 | Galatasaray SK | 23-25, 25-17, 25-22, 25-22        |
| 5 maj 2018 Sala Polivalentǎ, Bukarest Tidslängd: 2h:14 - Åskådare: 4 000 | Imoco Volley        | 2 - 3 | Vakıfbank SK   | 22-25, 21-25, 25-17, 25-15, 14-16 |

#### Match om tredjepris
| 6 maj 2018 Sala Polivalentǎ, Bukarest Tidslängd: 1h:16 - Åskådare: 1 800 | Galatasaray SK | 0 - 3 | Imoco Volley | 17-25, 18-25, 20-25 |

#### Final
| 6 maj 2018 Sala Polivalentǎ, Bukarest Tidslängd: 1h:10 - Åskådare: 5 000 | CSM Volei Alba Blaj | 0 - 3 | Vakıfbank SK | 17-25, 11-25, 17-25 |

## Individuella utmärkelser
| Utmärkelse              | Namn            | Lag                 |
| ----------------------- | --------------- | ------------------- |
| Mest värdefulla spelare | Gözde Kırdar    | Vakıfbank SK        |
| Bästa passare           | Joanna Wołosz   | Imoco Volley        |
| Bästa vänsterspiker     | Ana Cleger      | CSM Volei Alba Blaj |
| Bästa högerspiker       | Kimberly Hill   | Imoco Volley        |
| Bästa högerspiker       | Zhu Ting        | Vakıfbank SK        |
| Bästa centrar           | Milena Rašić    | Vakıfbank SK        |
| Bästa centrar           | Nneka Onyejekwe | CSM Volei Alba Blaj |
| Bästa libero            | Gizem Örge      | Vakıfbank SK        |